# Tanichthys
Tanichthys là một chi cá nước ngọt trong họ Cyprinidae. Chúng được tìm thấy trong một số hệ thống sông ở Việt Nam và Trung Quốc, các loài trong chi này có kích thước nhỏ và được ưa chuộng để làm loài cá cảnh.

## Các loài
- Tanichthys albonubes S. Y. Lin, 1932 (cá mây trắng)
  - Cá mây vàng
  - Cá mây tím
- Tanichthys micagemmae Freyhof & Herder, 2001 (Vietnamese cardinal minnow)
- Tanichthys thacbaensis V. H. Nguyễn & S. V. Ngô, 2001